# Теория заговора о двойниках Владимира Путина

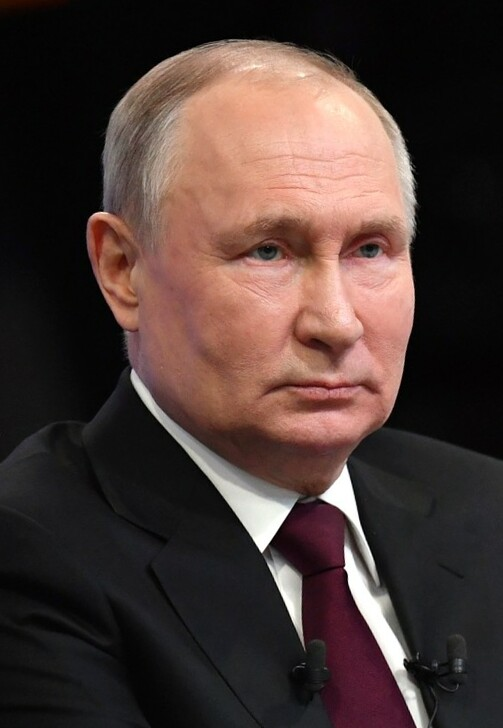
Владимир Путин в декабре 2023 года

Теория заговора о двойниках президента России Владимира Путина основана на предполагаемой неустойчивости во внешности политика. Сторонники конспирологической теории считают, что «двойникам» сделали операцию, чтобы быть похожими на «оригинал», и в качестве доказательства указывают на такие черты лица, как подбородок, мочки ушей и морщины на лбу и родинки Путина, а также утверждают, что двойников использовали из-за якобы ухудшения здоровья Путина или что их отправляли в районы, которые считались слишком опасными для российского президента.
Теория о наличии двойников Владимира Путина выступает в роли инструмента, который используют противники российского президента. На фоне слухов об ухудшении здоровья президента Украина неоднократно заявляла, что Путин использует двойников. Россия отвергла эти недоказанные обвинения.
Теория заговора была поддержана западными СМИ, включая британские таблоиды, украинскими СМИ и чиновниками. Однако никаких достоверных свидетельств наличия у Владимира Путина двойников за все годы его руководства не появилось.

## История
Утверждения о существовании двойников президента России стали появляться в начале его президентства. В декабре 2004 года «Комсомольская правда» сообщила о предложении приобрести «родовой дом» президента от предполагаемого двойника из деревни Помино Тверской области, откуда происходят родители Путина. С течением времени тема двойников Путина оставалась актуальной в медиасреде, также вызывая обсуждения в социальных сетях, например, когда в моменты временного исчезновения президента на Kremlin.ru публиковались заранее заготовленные новости. Одни пользователи Интернета предполагали, что Путин полагается на двойников, чтобы скрыть своё ухудшающееся здоровье. Другие посчитали, что двойников отправляют в опасные для «оригинала» места для публичного показа российского президента. Третья версия гласит, что Путин якобы уже умер, а страной управляют его двойники.
В 2010-х годах популярным стал мем с таблицей «оригинального» Путина и шестью его «двойниками» («Говоруном», «Удмуртом», «Банкетным», «Кучмой», «Синяком» и «Дипломатом») с фотографиями и описанием каждого. Согласно мему, каждый из «двойников» выполняет определённые обязанности; так, «Говорун» участвует в публичных выступлениях, «Дипломат» в переговорах, «Банкетный» используется «для репортажей с рукопожатиями и фото с публикой», а Удмурт является «самой неудачной из подделок». 5 сентября 2016 года журналист Олег Кашин опубликовал на своей странице в Facebook этот мем, сделав его популярнее.
В 2018 году газета International Business Times назвала утверждения «одной из самых необычных теорий заговора», когда пользователь Твиттера процитировал три фотографии Путина, сделанные в разные даты, и предположил, что политик на самом деле был тремя разными людьми.
В 2020 году из-за опасений заражения COVID-19 Владимир Путин стал предпринимать при встречах меры предосторожности, что повысило слухи о двойниках Путина.

### С 2022 года
Конспирологические слухи об использовании Путином двойников ещё больше усилились на фоне вторжения России на Украину, начавшегося в феврале 2022 года.

#### Украинские утверждения
Необоснованные слухи о двойниках Путина регулярно публикуются украинскими СМИ и обсуждаются высокопоставленными украинскими политиками.
В августе 2022 года начальник военной разведки Украины Кирилл Буданов предположил в эфире украинского телеканала «1+1», что уши Путина выглядели по-другому в нескольких его публичных выступлениях: «Изображение уха каждого человека уникально. Его невозможно повторить». В том же месяце украинский генерал-майор Вадим Скибицкий заявил, что Путин использует двойников, чтобы скрыть своё якобы ухудшающееся здоровье.
Фотография Путина, сделанная во время его посещения МГУ в январе 2023 года в День студента, усилила распространение теории заговора. Например, корреспондент украинской газеты «Kyiv Post» Джейсон Джей Смарт поделился фотографией с визита российского президента, заявив о том, что Путин «носит высокие каблуки» и что «на большинстве публичных мероприятий присутствует двойник — не настоящий Путин. Изменения в его росте, ушах и весе иначе необъяснимы».
Более полутора лет президент в основном оставался на территории России. Однако с февраля 2023 года Путин активнее стал принимать участие в близкоконтактных встречах (например, митинг в Лужниках в феврале, поездка в оккупированный Мариуполь в марте, встреча в Дербенте в июне 2023 года вскоре после мятежа Пригожина. Некоторые необычные поездки и акции президента в 2023 году вызвали внимание общественности и подняли вопросы о возможном использовании двойников. Как отмечает Business Insider, поездка в оккупированный Мариуполь, где Путин общался с местными жителями, возобновила слухи о том, что Путин использует двойников для публичных выступлений. Из оригинальной версии статьи The Washington Post про поездку Путина в Мариуполь спустя время было убрано упоминание о российском президенте, использующем двойника.
В марте 2023 года советник министра внутренних дел Украины Антон Геращенко пытался найти свидетельства наличия двойников российского президента, опубликовав три фотографии подбородка Путина и усомнившись, что на этих изображениях виден один и тот же человек. Представитель пресс-службы ГУР Минобороны Украины Андрей Юсов также заявил о том, что Путин не посещал Мариуполь и отправил туда двойника — это якобы можно заметить по разному подбородку на фотографиях. Фактчек Reuters и сайты проверки фактов, такие как американский Snopes и итальянский openFactChecking, отметили, что первое предложенное для сравнения изображение было опубликовано в 2020, а не в 2023 году; вторая фотография, как и третья, была снята в Мариуполе, а не в Севастополе. Snopes пришёл к выводу, что утверждения не соответствуют действительности.
В мае 2023 года начальник главного управления разведки министерства обороны Украины Кирилл Буданов отметил: «Есть как минимум три человека [двойника], которые периодически появляются». В июне 2023 года служба безопасности Украины составила руководство о том, как отличить двойников друг от друга.
Весной 2023 года на канале «В гостях у Гордона» бывший сотрудник КГБ Сергей Жирнов рассказывал о двойниках Путина, которые якобы «живут в бункере» и их «никто никуда не выпускает».
Сообщения о конспирологической теории также усилились на фоне поездки Путина в Дагестан в июне 2023 года. Эксперты утверждают, что, хотя невозможно подтвердить использование двойника во время этой поездки, российский президент, вероятно, использовал иной подход для укрепления своего общественного имиджа и демонстрации готовности ослабить предосторожность. Появление Путина в Дагестане также должно было продемонстрировать его популярность после мятежа Евгения Пригожина. Теория заговора вновь была актуализирована на фоне визита российского президента в Китай в октябре 2023 года.

#### «Генерал СВР»
Telegram-канал «Генерал СВР», предположительно, тесно связанный с российским политологом и конспирологом Валерием Соловьём, активно способствовал продвижению данной теории заговора. По его данным, настоящий президент России бо́льшую часть времени находится в бункере и принимает гостей за длинным столом, в то время как на встречах с публикой якобы присутствуют двойники. В марте 2023 года «Генерал СВР» отметил, что Путин якобы не был в Крыму или Мариуполе и что туда поехал двойник президента «с кратковременным визитом и исключительно ради видео-фотосессии».
Широкую международную огласку также вызвало бездоказательное заявление, опубликованное этим Telegram-каналом в октябре 2023 года, о том, что у Путина 26 октября в 20:42 по московскому времени якобы остановилось сердце, после чего его труп был помещен в «морозильную камеру» в его резиденции на Валдае, при этом фактически руководить страной стал секретарь Совета Безопасности РФ Николай Патрушев, используя «двойника» Путина как марионетку. В этом же месяце Соловей заявил, что Китай якобы посетил двойник Путина по кличке «Васильич». О тяжёлой болезни Путина Соловей рассказывал ещё с 2016 года, когда он предрекал скорую отставку Путина из-за «обстоятельств непреодолимой силы». История о трупе Путина в холодильнике вызвала в Интернете в основном лишь насмешки.

### Реакция российских властей
В августе 2000 года руководитель Федеральной службы охраны РФ Евгений Муров сказал, что у Путина отсутствуют двойники. В 2001 году Владимир Путин опроверг слухи по поводу его двойников, назвав их «сказками».
В 2015 году после пресс-конференции журналист показал Путину фото очень похожего на него человека, на что тот ответил: «Какой двойник? Нет у меня двойников. Зачем они мне?». В 2020 году в интервью ТАСС Путин признал, что ему предлагалось использовать двойников в начале 2000-х годов «в самые тяжёлые времена борьбы с терроризмом». Однако он, по его утверждению, отказался от такой практики.
Пресс-секретарь президента России Дмитрий Песков неоднократно опровергал теорию двойников, утверждая, что у Путина их нет. В декабре 2021 года он отметил, что Путин «улыбается и смеётся», когда ему говорят о двойниках. 20 апреля 2023 года Песков назвал странными заявления о поездке в штаб «двойника Путина», а 24 апреля вопрос о двойниках «ещё одним враньём». В октябре 2023 года Песков назвал слухи «информационными утками». 4 ноября пресс-секретарь заявил, что в Telegram-каналах иногда появляется информация о двойниках, и что «эксперты» даже интересуются их количеством. Он также отметил: «Путин у нас один».
14 декабря 2023 года во время «Прямой линии» на вопрос о двойниках Путин ответил, что «подумал и решил, что похожим на себя и говорить моим голосом должен только один человек, и этим человеком буду я».

## Анализ
Анализ «Медузы» с применением нейросети для распознавания и сравнения лиц Amazon Rekognition показал, что сходство «двойников» составляет от 99,6 до 99,9 %, что противоречит самой теории.
Осенью 2023 года японские исследователи в области распознавания лиц и голосового опознания пришли к выводу, что у российского президента, вероятно, есть как минимум один двойник. В качестве базового сравнения был выбран Путин, участвовавший в параде на Красной площади в мае 2023 года. При анализе черт лица исследователи выявили, что президент, управлявший автомобилем Mercedes по Крымскому мосту в декабре 2022 года, совпадает лишь на 53 % с Путиным на параде, а сходство последнего с Путиным, посетившим Мариуполь в марте 2023 года, было 40 %. Анализ слова «спасибо» из выступления Путина на Евразийском экономическом форуме в мае 2023 года выявил «сильные отличия» в произношении некоторых звуков, подчёркивая потенциальные различия в голосе президента на разных событиях.
В декабре 2023 года издание «Проект», изучившее участие Путина в публичных мероприятиях с ноября 2022 по ноябрь 2023 года, пришло к выводу, что неожиданные периодические нарушения политиком строго соблюдаемых им ограничений в связи с коронавирусом, которые дали повод ряду опрошенных на условиях анонимности журналистов «кремлёвского пула» поверить в теорию о двойниках, можно объяснить подготовкой к пятому сроку.
Клинический психолог Матвей Соколовский отмечает, что особенность литературного образа двойника заключается в его способности отражать тёмные аспекты личности героя, предполагая тем самым злые намерения, жестокие и несправедливые действия. Так, приверженцы теории заговора о двойниках Путина могут рассматривать «настоящего российского президента» как доброго и заботливого дедушку, отказывающегося от репрессий и военных конфликтов с соседними государствами. В таком случае принятие решений «ненастоящим» президентом сигнализирует о том, что всё окружающее также является «ненастоящим», что, по мнению Соколовского, может оказывать успокаивающее воздействие.

## Люди, похожие на Путина
Ряд российских и русскоязычных СМИ упоминал людей, которые похожи на Путина. Они участвуют в различных мероприятиях: свадьбах и корпоративах, кино, юмористических программах, предлагают сфотографироваться с ними за деньги. Среди них упоминались Анатолий Горбунов, Василий Хорохордин, Владимир Белорусов, Дмитрий Грачёв. Также известен поляк Славомир Собала, которого газета The Washington Post назвала «одним из самых известных, если не самым известным, профессиональных двойников российского президента». Также Собала сыграл главную роль в польском фильме «Путин».